# Fleischner Society
Die Fleischner Society (englisch für Fleischner-Gesellschaft) ist ein internationaler Verein von herausragenden Thoraxradiologen. Ihre Veröffentlichungen und Empfehlungen genießen weltweite Beachtung.
Die Gesellschaft wurde 1969 von acht Medizinern (Robert Fraser, Leo Rigler, Benjamin Felson, George Simon, Norman Blank, Richard Greenspan, Eric Milne, Morris Simon) gegründet und nach ihrem kurz zuvor verstorbenen Kollegen aus Boston und Harvard Felix Fleischner (1893–1969) benannt. In ihr sollen herausragende Fachvertreter kooperieren, um die Radiologie des Brustkorbes zu erforschen und zu unterrichten.
Neben der jährlichen nichtöffentlichen Tagung, auf der die Teilnehmer Forschungsergebnisse austauschen und diskutieren, richtet die Gesellschaft ihre Haupttätigkeit auf Veröffentlichungen, zum Teil forschungsorientiert, zum Teil normierend als „recommendations“ (Empfehlungen).
Häufig angewendet oder zitiert werden insbesondere die Empfehlungen zur Verlaufskontrolle von zufällig in der Computertomographie entdeckten soliden Lungenrundherden (2005) und nichtsoliden Lungenrundherden (2013).
Die Gesellschaft hatte laut eigenen Angaben im Jahr 2016 etwa 70 internationale aktive Mitglieder und 40 inaktive Senioren (nach zehnjähriger Mitgliedschaft oder nach dem 60. Geburtstag), die nicht alle aus der Radiologie stammen. Gegenwärtiger Vorsitzender (2016) ist der Bostoner Radiologe Alexander A. Bankier. Der Beitritt ist nur auf Einladung und mit Zweidrittelmehrheit der Aktiven möglich. Die Geschäftsstelle wird vom American College of Radiology in Reston, Virginia, betrieben.